# Parafia św. Jadwigi w Glesnie
Parafia św. Jadwigi w Glesnie – parafia rzymskokatolicka w dekanacie Wyrzysk w diecezji bydgoskiej.
Erygowana w XIII wieku.
Miejscowości należące do parafii: Auguścin, Bagdad, Glesno, Gleszczonek, Konstantynowo, Kościerzyn Wielki (część), Kraczki (część), Liszkówko (część), Marynka, Masłowo, Nowe Bielawy i Ruda.